# Letnie Grand Prix kobiet w kombinacji norweskiej 2021
Letnie Grand Prix kobiet w kombinacji norweskiej 2021 – trzecia w historii edycja cyklu Letniej Grand Prix w kombinacji norweskiej. Sezon składał się z pięciu konkursów indywidualnych. Rywalizacja rozpoczęła się 27 sierpnia 2021 w Oberhofie, a finałowe zawody odbyły się 5 września 2021 w Villach. W związku z odwołaniem ubiegłorocznego cyklu Grand Prix, żadna zawodniczka nie broniła tytułu.
Zwyciężczynią Letniego Grand Prix została Norweżka Gyda Westvold Hansen, drugie miejsce zajęła Słowenka Ema Volavšek, a trzecią lokatę wywalczyła Austriaczka Lisa Hirner. Podobnie jak w poprzednich sezonach zwyciężczyni LGP 2021 zgodnie z regulaminem mogła zostać jedynie zawodniczka, która wystartowała we wszystkich zawodach.

## Kalendarz i wyniki
| Lp. | Data             | Miejscowość    | Konkurencja          | 1. miejsce           | 2. miejsce      | 3. miejsce       |
| --- | ---------------- | -------------- | -------------------- | -------------------- | --------------- | ---------------- |
| 1.  | 28 sierpnia 2021 | Oberhof        | Gundersen HS100/5 km | Gyda Westvold Hansen | Lisa Hirner     | Annika Sieff     |
| 2.  | 29 sierpnia 2021 | Oberhof        | Gundersen HS100/5 km | Gyda Westvold Hansen | Ema Volavšek    | Annika Sieff     |
| 3.  | 1 września 2021  | Oberwiesenthal | Gundersen HS105/5 km | Gyda Westvold Hansen | Ema Volavšek    | Mari Leinan Lund |
| 4.  | 4 września 2021  | Villach        | Gundersen HS98/5 km  | Gyda Westvold Hansen | Annalena Slamik | Lisa Hirner      |
| 5.  | 5 września 2021  | Villach        | Gundersen HS98/5 km  | Gyda Westvold Hansen | Annika Sieff    | Ema Volavšek     |

## Klasyfikacja generalna
| Miejsce | Zawodnik             | Punkty |
| ------- | -------------------- | ------ |
| 1.      | Gyda Westvold Hansen | 500    |
| 2.      | Ema Volavšek         | 284    |
| 3.      | Lisa Hirner          | 240    |
| 4.      | Annalena Slamik      | 232    |
| 5.      | Annika Sieff         | 212    |
| 6.      | Sigrun Kleinrath     | 191    |
| 7.      | Veronica Gianmoena   | 178    |
| 8.      | Mari Leinan Lund     | 174    |
| 9.      | Marie Nähring        | 164    |
| 10.     | Jenny Nowak          | 162    |
| 11.     | Annika Malacinski    | 125    |
| 12.     | Swietłana Gładikowa  | 99     |
| 13.     | Marte Leinan Lund    | 97     |
| 14.     | Ida Marie Hagen      | 95     |
| 15.     | Aleksandra Głazunowa | 71     |
| 16.     | Sophia Maurus        | 59     |
| 17.     | Stiefanija Nadymowa  | 36     |

## Klasyfikacja Pucharu Narodów
| Lp. | Drużyna           | Punkty |
| --- | ----------------- | ------ |
| 1.  | Norwegia          | 687    |
| 2.  | Austria           | 537    |
| 3.  | Niemcy            | 333    |
| 4.  | Włochy            | 307    |
| 5.  | Słowenia          | 250    |
| 6.  | Rosja             | 195    |
| 7.  | Stany Zjednoczone | 101    |
| 8.  | Francja           | 62     |
| 9.  | Czechy            | 20     |